# 贾文鹏
贾文鹏（1978年8月3日—），中国前职业足球运动员，主要司职后腰，也能胜任中后卫.
贾文鹏曾经是八一队的队长，2003年底球队解散，他于2004年初加盟上海申花。不过该赛季上海申花全队表现低迷，贾文鹏次年又以240万元高价加盟重庆力帆。2008年赛季结束后，他被广州医药挂牌。